# チュオンサ県
チュオンサ県（チュオンサけん、ベトナム語：Huyện Trường Sa / 縣長沙）は、ベトナム社会主義共和国カインホア省に存在する行政区。スプラトリー諸島（チュオンサ諸島）がベトナムの法律上は当県に所属しているが、一部の島嶼は中華人民共和国や中華民国、フィリピン、マレーシア、ブルネイの実効支配下にある。
2020年3月20日、レ・ティ・トゥ・ハン外務省報道官は、中国が九段線でチュオンサ諸島の領有を主張している件について、「この問題に対するベトナムの立場は終始一貫した明白なものである」と述べ、改めてベトナムの領有を主張している。